# Cobaea
Cobaea là một chi thực vật có hoa trong họ Polemoniaceae.

## Loài
Chi Cobaea gồm khoảng 17 loài được ghi nhận:
- Cobaea aequatoriensis Aspl.
- Cobaea aschersoniana Brand
- Cobaea campanulata Hemsl.
- Cobaea flava Prather
- Cobaea gracilis (Oerst.) Hemsl.
- Cobaea lutea D.Don
- Cobaea minor M.Martens & Galeotti
- Cobaea pachysepala Standl.
- Cobaea paneroi Prather
- Cobaea penduliflora (H.Karst.) Hook.f.
- Cobaea pringlei (House) Standl.
- Cobaea rotundiflora Prather
- Cobaea scandens Cav.
- Cobaea skutchii I.M.Johnst.
- Cobaea stipularis Benth.
- Cobaea trianae Hemsl.
- Cobaea triflora Donn.Sm.